# 景寧シェ族自治県
景寧シェ族自治県（けいねい-シェぞく-じちけん）は中華人民共和国浙江省に位置する省直轄の県であり、しばらくの間、麗水市の代理管轄下に置かれている。

## 行政区画
- 街道：紅星街道、鶴渓街道
- 鎮：渤海鎮、東坑鎮、英川鎮、沙湾鎮
- 郷：大均郷、澄照郷、梅岐郷、鄭坑郷、大漈郷、景南郷、雁渓郷、鸕鶿郷、梧桐郷、標渓郷、毛垟郷、秋炉郷、大地郷、家地郷、九竜郷

## 交通

### 道路
- 高速道路
  -  溧寧高速道路（中国語版）